# Station Toury
Station Toury is een spoorwegstation in de Franse gemeente Toury.